# Faisal II av Irak
Faisal II (arabiska: لملك فيصل الثاني) , född 2 maj 1935, död 14 juli 1958, var en irakisk kung inom den hashimitiska dynastin från 1939 till 1958 och hashemitiska arabfederationen 1958, då han mördades i 14 juli-revolutionen.
Han var son till Ghazi av Irak och Aliya bint Ali. Han blev 1939, tre år gammal, kung efter fadern, som omkommit i en bilolycka. Under perioden 1939–1953 var hans fars kusin och morbror Abdul Ilah den som i praktiken styrde Irak som förmyndare åt den minderårige Faisal, som utbildades i Storbritannien.
Den 2 maj 1953 tog han över landets styrelse.  År 1958 utbröt oroligheter i Irak, vilka ledde till revolution under ledning av Abd al-Karim Qasim. Faisal mördades tillsammans med flera medlemmar av den irakiska kungafamiljen. Han blev Iraks siste kung, och anspråken på Iraks tron övertogs av hans farfars bror Zeid bin Hussain (1898–1970), och efter dennes död av prins Ra'ad bin Zeid av Irak.

## I populärkulturen
Faisal är förebild för seriefiguren Abdallah, som finns med i Tintins äventyr.

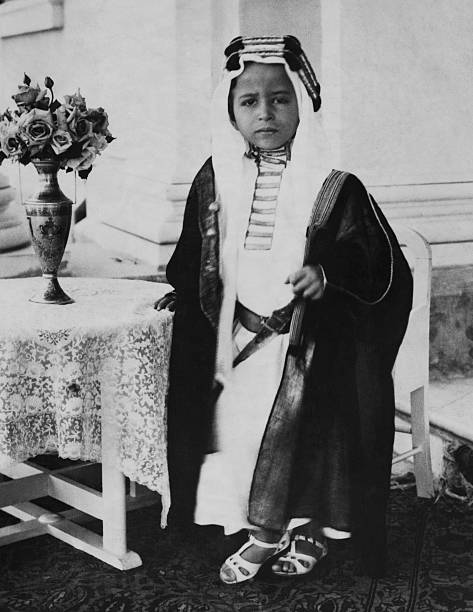
Faisal II när han var ca 5-6 år
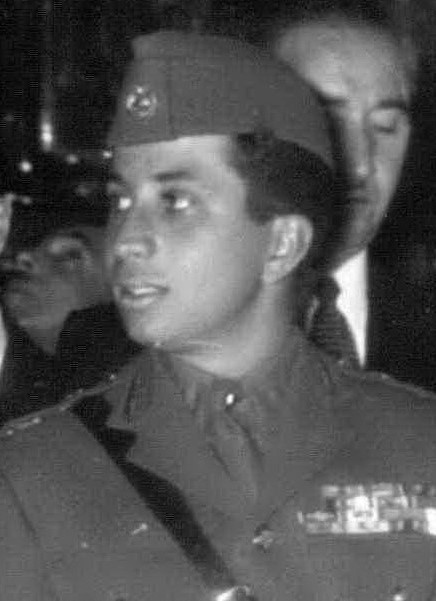
Faisal II under 1950-talet